# Material eXchange Format
Il Material eXchange Format (MXF) è un formato contenitore per video e audio di livello professionale, definito da standard SMPTE.

## Descrizione del formato MXF
Il formato MXF è un formato contenitore o wrapper in grado di supportare diversi flussi audio e video processati con codec differenti, insieme a una serie di metadati che descrivono il materiale contenuto.
Il formato è stato concepito per risolvere una serie di problemi che affliggono i formati non progettati per uso professionale. Dispone infatti di un supporto completo per il timecode e i metadati, ed è stato progettato come standard indipendente dalla piattaforma per lo sviluppo di applicazioni future nel campo multimediale.
Lo sviluppo del formato MXF ha previsto il trasporto di un sottoinsieme del modello dati Advanced Authoring Format (AAF), tramite una serie di direttive note come Zero Divergence Directive (ZDD).  Questo permette a flussi MXF e AAF di essere interscambiabili tra sistemi di montaggio non lineare (NLE) che usano AAF e telecamere, video server e altre apparecchiature che implementano il supporto MXF.

## Uso del formato
Il formato MXF è in fase di crescente applicazione, ma non ancora molto diffuso. La sua adozione può comportare problemi di interoperabilità, dal momento che diversi fabbricanti possono implementare parti dello standard differenti.
Per esempio, sia lo XDCAM Sony che il DVCPRO P2 Panasonic registrano file MXF, ma questi non sono compatibili tra di loro. Proprio la Sony, però, costituisce un buon esempio di diffusione del formato, dal momento che il formato di videoregistrazione IMX o D10 ha un buon successo di mercato. Molti videoregistratori lo implementano, e supportano il trasferimento dei dati tramite eVTR, cioè ethernet o IEEE 1394. È possibile allo stato attuale della tecnologia integrare eVTR, postazioni NLE e video server di messa in onda usando il formato MXF insieme all'AAF.
L'estensione dei file MXF è .mxf, mentre il File Type Code della Apple è mxf , con uno spazio alla fine.

## Standard MXF
- Documentazione base
  - SMPTE 377M: The MXF File Format Specification (si tratta del documento principale, che raccoglie le specifiche generali del formato)
  - SMPTE EG41: MXF Engineering Guide (Guida all'implementazione del formato)
  - SMPTE EG42: MXF Descriptive Metadata (Guida all'uso dei metadati descrittivi in un file)
- Operational Patterns
  - SMPTE 390M: OP-Atom (Layout semplice e condensato per file MXF semplici)
  - SMPTE 378M: OP-1a (Opzioni di layout per un file MXF semplificato)
  - SMPTE 391M: OP-1b
  - SMPTE 392M: OP-2a
  - SMPTE 393M: OP-2b
  - SMPTE 407M: OP-3a, OP-3b
  - SMPTE 408M: OP-1c, OP-2c, OP-3c
- Contenitori generici
  - SMPTE 379M: Generic Container (il modo in cui il contenuto è registrato in un file MXF)
  - SMPTE 381M: GC-MPEG (Come registrare contenuto MPEG in MXF tramite il Generic Container)
  - SMPTE 383M: GC-DV (Come registrare contenuto DV in MXF tramite il Generic Container)
  - SMPTE 385M: GC-CP (Come registrare contenuto SDTI-CP in MXF tramite il Generic Container)
  - SMPTE 386M: GC-D10 (Come registrare contenuto SMPTE D10 in MXF tramite il Generic Container)
  - SMPTE 387M: GC-D11 (Come registrare contenuto SMPTE D11 in MXF tramite il Generic Container)
  - SMPTE 382M: GC-AESBWF (Come registrare contenuto audio AES/EBU o Broadcast Wave Format in MXF tramite il Generic Container)
  - SMPTE 384M: GC-UP (Come registrare contenuto dati non compressi in MXF tramite il Generic Container)
  - SMPTE 388M: GC-AA (Come registrare contenuto audio codificato A-law MXF tramite il Generic Container)
  - SMPTE 389M: Riproduzione in senso inverso del Generic Container
  - SMPTE 394M: System Item Scheme-1 per Generic Container
  - SMPTE 405M: Elementi e oggetti individuali per Generic Container System Item Scheme 1
- Metadati, Dizionari e Registri
  - SMPTE 380M: DMS1 (Insieme di metadati descrittivi per file MXF)
  - SMPTE 436M: Mappatura MXF per linee di cancelalzione verticale e pacchetti dati ausiliari
  - SMPTE RP210: SMPTE Metadata Dictionary (L'ultima versione è disponibile qui: https://web.archive.org/web/20071006194127/http://www.smpte-ra.org/mdd/index.html)
  - SMPTE RP224: Registry of SMPTE Universal Labels